# León II de Armenia
León II (en ocasiones numerado como León III; en armenio: Լեւոն Բ, Levon II; c. 1236-1289) fue rey del reino de Cilicia, gobernando de 1269/1270 a 1289. Fue hijo de Haitón I e Isabella y era miembro de la familia Hetoumida.

## Primeros años

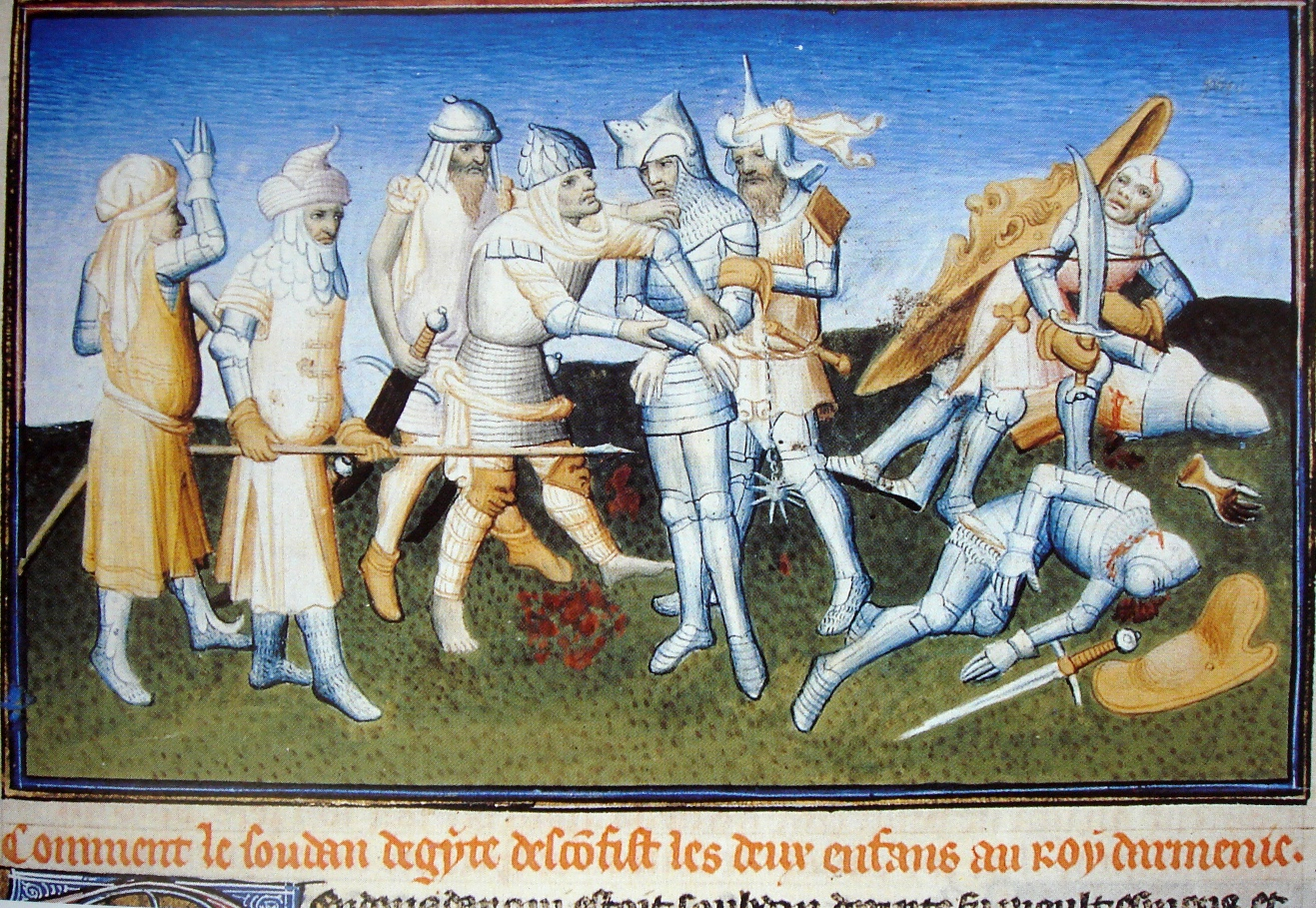
Los Mamelucos matan a Thoros y capturan a Leon en el desastre de Mari, 1266: iluminación de Le Livre des Merveilles,.

León nació en 1236, hijo de Haitón I y de la reina Isabella. El matrimonio de Haitón e Isabella había sido forzado en 1226 por el padre de Haitón, Constantino de Baberon, que había organizado el asesinato del primer marido de Isabella con el objeto de poner a su hijo como cogobernante. Tuvieron seis hijos, del cual León era el mayor. Una de sus hermanas fue Sibylla de Armenia, que estuvo casada con Bohemundo VI de Antioquía.
En 1262 León se casó con Keran (Kir Anna), hija de Haitón de Lampron.
En 1266, mientras su padre estaba de visita en la corte mongola, León y su hermano menor, Thoros, lucharon contra los invasores mamelucos, en la batalla de Mari. Thoros murió en combate, y León, junto con otros 40.000 soldados armenios fue capturado y encarcelado. A su regreso, Haitón pagó un gran rescate por su hijo, varias fortalezas, y aceptando interceder ante el gobernante mongol Abagha la liberación de algunos parientes de Baibars.

## Reinado

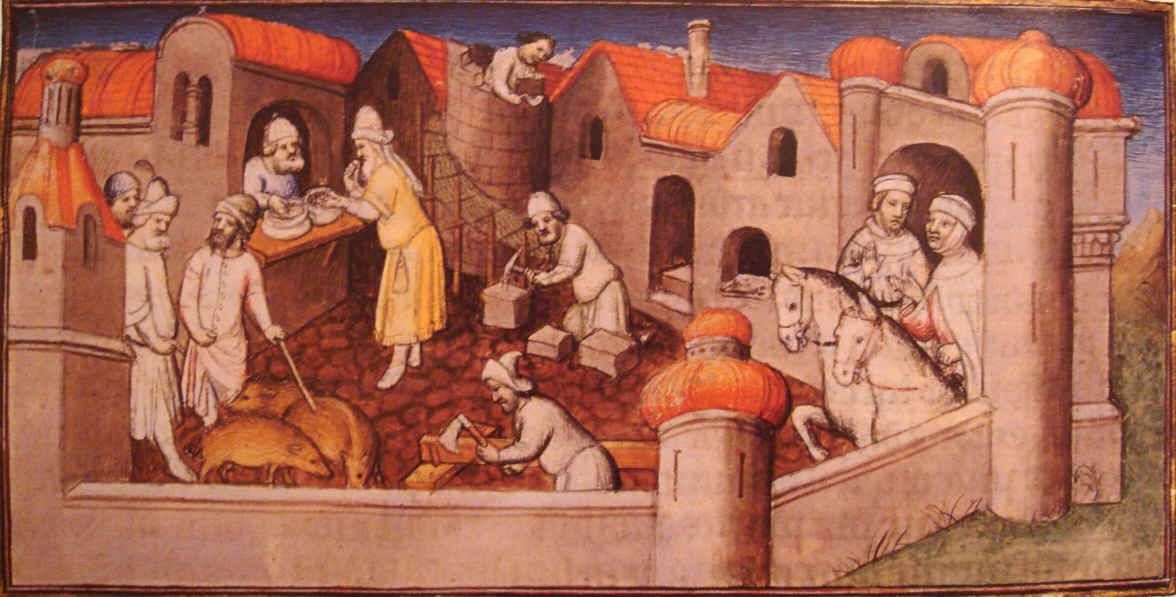
Una vista del bullicioso puerto de Ayas cuándo Marco Polo lo visitó en 1271, en "Le Livre des Merveilles".

Haitón abdicó en 1269 en favor de su hijo y entró en la orden franciscana. Murió un año más tarde. El nuevo León II fue conocido como un rey piadoso, devoto del cristianismo. Desarrolló activas relaciones comerciales activas con el oeste, renovando acuerdos de comercio con los italianos y estableciendo unos nuevos con los catalanes. Intentó reforzar la alianza con los Mongoles ya que su padre había sometido Armenia a la autoridad mongola en 1247.
En 1271, Marco Polo visitó el puerto armenio de Ayas y comentó favorablemente sobre el reinado de León y la abundancia del país,aunque menciona que su ejército estaba bastante desmoralizado:

"El rey [León II] mantiene apropiadamente la justicia en su tierra, y es un vasallo de los Tártaros. Hay muchas ciudades y villas, y todo en abundancia.(...) En el pasado, los hombres eran valientes en la guerra, pero hoy son viles y no tienen otros talentos que beber en condiciones."
Marco Polo "Le Livre des Merveilles"

.

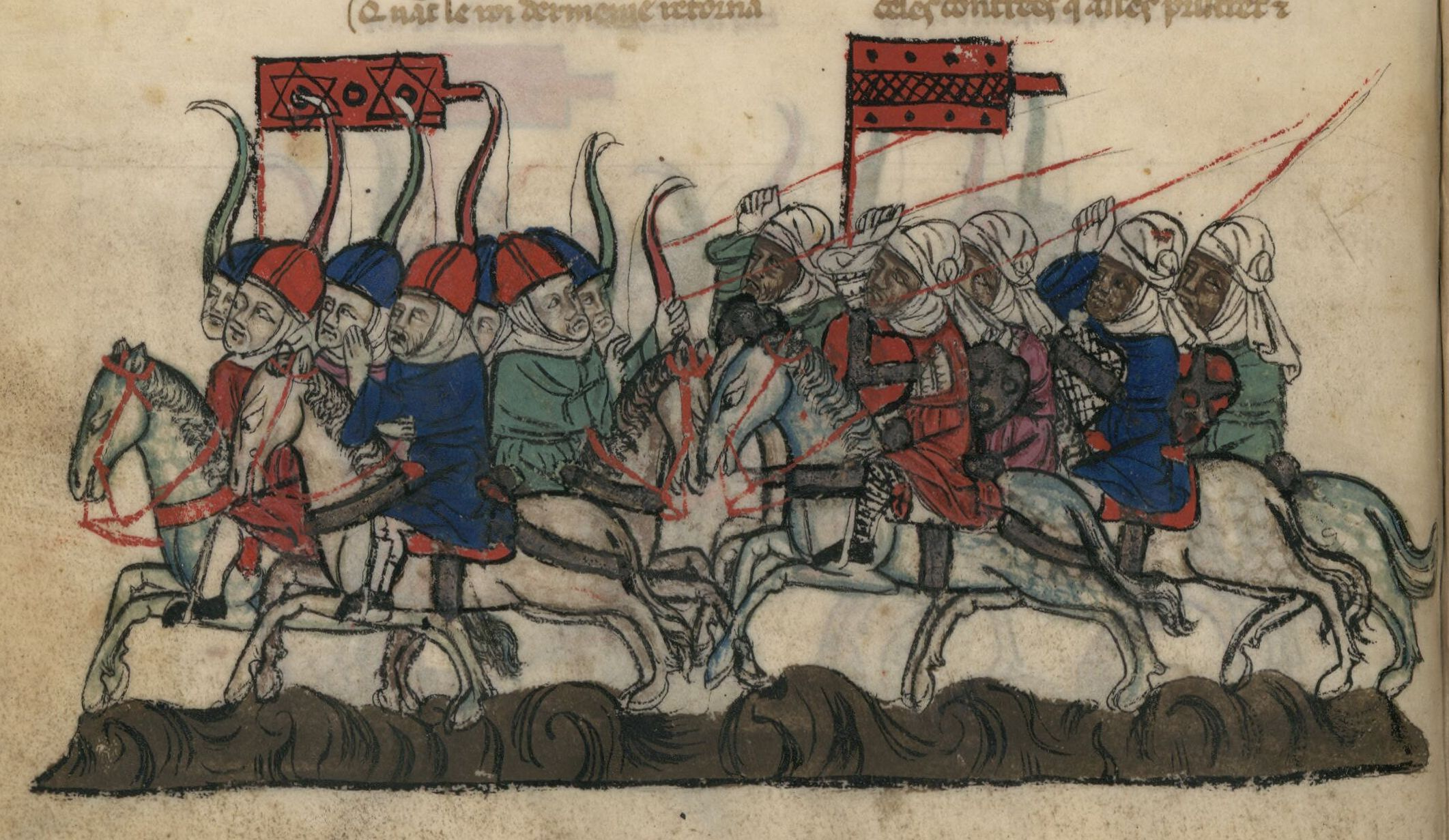
Mongoles y Armenios fueron derrotados por los Mamelucos en la Segunda Batalla de Homs en 1281

En 1275 el sultán Mameluco Baibars invadió Cilicia para segunda vez. Al año siguiente, Armenia rechazó una invasión Turcomana, pero el Condestable Sempad, tío de Leo, murió en combate.

### Alianza mongola
En 1281 León se unió a los mongoles en su invasión de Siria, pero fueron derrotados en la segunda batalla de Homs. León tuvo que solicitar la paz y en 1285 obtuvo una tregua de 10 años a cambio de concesiones territoriales importantes a favor de los Mamelucos.
León murió en 1289 por arsénico y fue sucedido por su hijo Haitón II.

## Descendencia

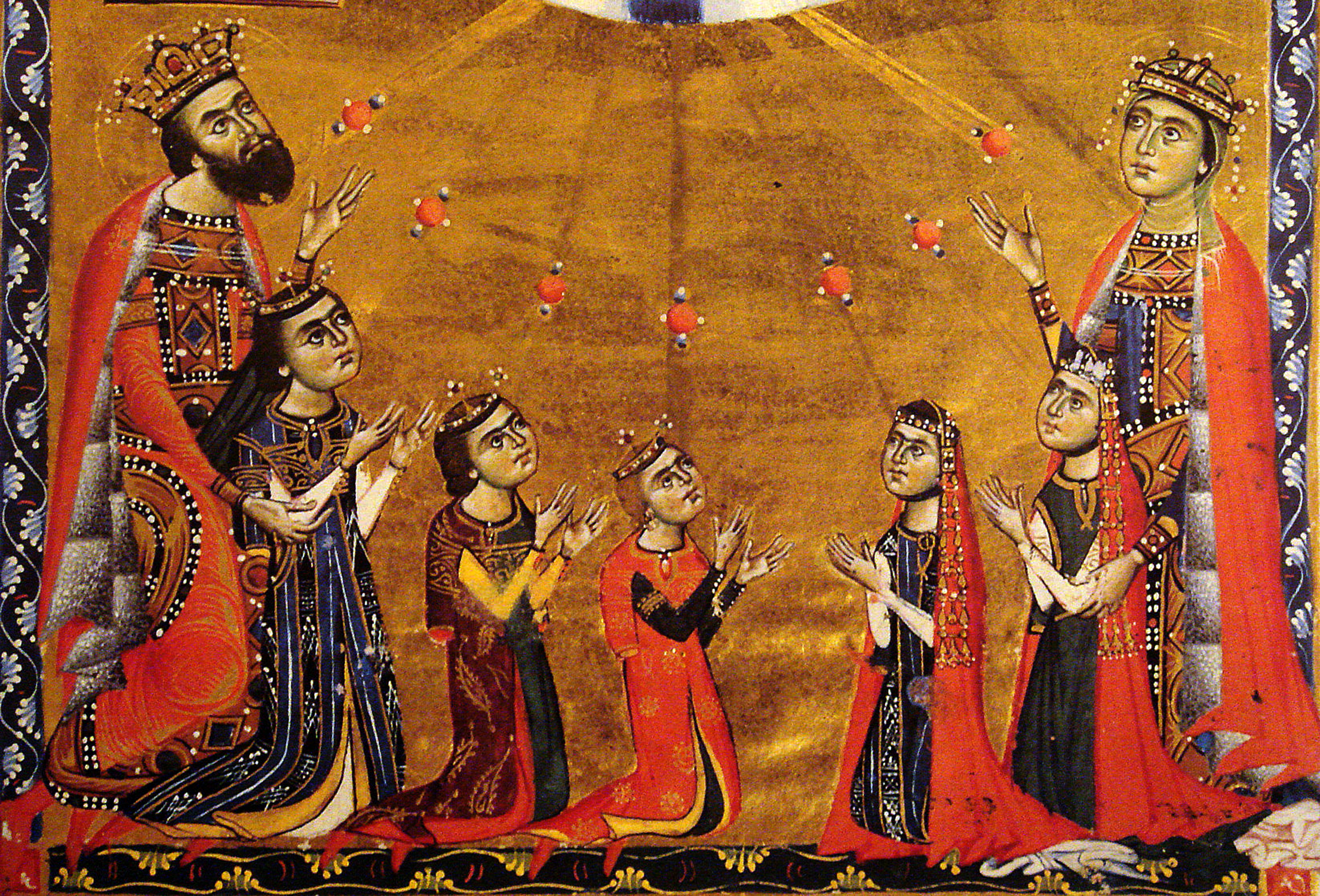
León II, reina Guerane, y sus cinco niños, 1272.

Durante veintiún años de matrimonio León tuvo dieciséis hijos con su mujer Keran, diez hijos y seis hijas. Cinco de sus hijos alcanzaron el trono. El mayor, Haitón II de Armenia, abdicó después de cuatro años a favor de su hermano más joven Thoros III de Armenia, pero fue reinstaurado en el trono en 1294.  En 1296, su hermano Sempad de Armenia estranguló a Thoros y cegó a Haitón para tomar el poder.  Sempad fue derrocado en 1298 por su hermano más joven Constantino III de Armenia, que fue sustituido por su hermano Haitón, que abdicó en 1305 a favor del hijo de Thoros, León III de Armenia.
1. Hijo (b. 15 de enero de 1262/14 de enero de 1263 – d. Joven).
2. Constantino (b. Junio 1265– d. Joven).
3. Fimi [Euphemia] (b. ca. 14 de enero de 1266– d. Joven).
4. Haitón II (b. ca. 13 de enero de 1267– asesinó 7 de noviembre de 1307), Rey de Armenia (1289-1293, 1294-1297, 1299-1307).[5]
5. Isabella [Zabel] (b. 13 de enero de 1269/12 de enero de 1270 – d. bef. 1273).
6. Thoros III (b. Octubre 1270 – asesinado 23 de julio de 1298), Rey de Armenia (reglado 1293 a 1298).[6]
7. Ruben (b. 13 de enero de 1272/12 de enero de 1273– d. Joven)
8. Isabella [Zabel] (b. 12 de enero de 1273/11 de enero de 1274– d. bef. 1276)
9. Sempad (b. 12 de enero de 1276/11 de enero de 1277– d. 1310 o 1311), Rey de Armenia (1297-1299).[6]
10. Isabella [Zabel] (b. 12 de enero de 1276/11 de enero de 1277– asesinada en mayo de 1323), gemela de Sempad; casada en 1293 con Amalarico, Príncipe de Tiro, hijo de Hugo III de Chipre.[6]
11. Constantine I (b. 11 de enero de 1277/10 de enero de 1278 – d. aft. 1308), Rey de Armenia (1299).[6]
12. Rita (b. 11 de enero de 1278/10 de enero de 1279 – julio 1333), rebautizada Maria en su boda; casada en 1294 con Miguel IX Paleólogo ,[5] coemperador del Imperio bizantino con su padre Andrónico II Paleólogo.
13. Theophanu (b. 11 de enero de 1278/10 de enero de 1279 – d. 1296), gemela de Rita; rebautizada como Teodorael en su compromiso; murió en el viaje para casarse con Teodoro, hijo de Juan I Ducas, Señor de Thesalia.
14. Nerses (b. 11 de enero de 1279/10 Jan 1280 – d. 26 de mayo de 1301), sacerdote.
15. Oshin (b. 10 de enero de 1283/9 de enero de 1284 – asesinado el 20 de julio de 1320), Rey de Armenia (1308-1320).[6]
16. Alinakh (b. 10 de enero de 1283/9 de enero de 1284– d. 28 de agosto de 1310), gemelo de Oshin; Señor de Lampron y Tarso.